# Reformierte Kirche Möriken

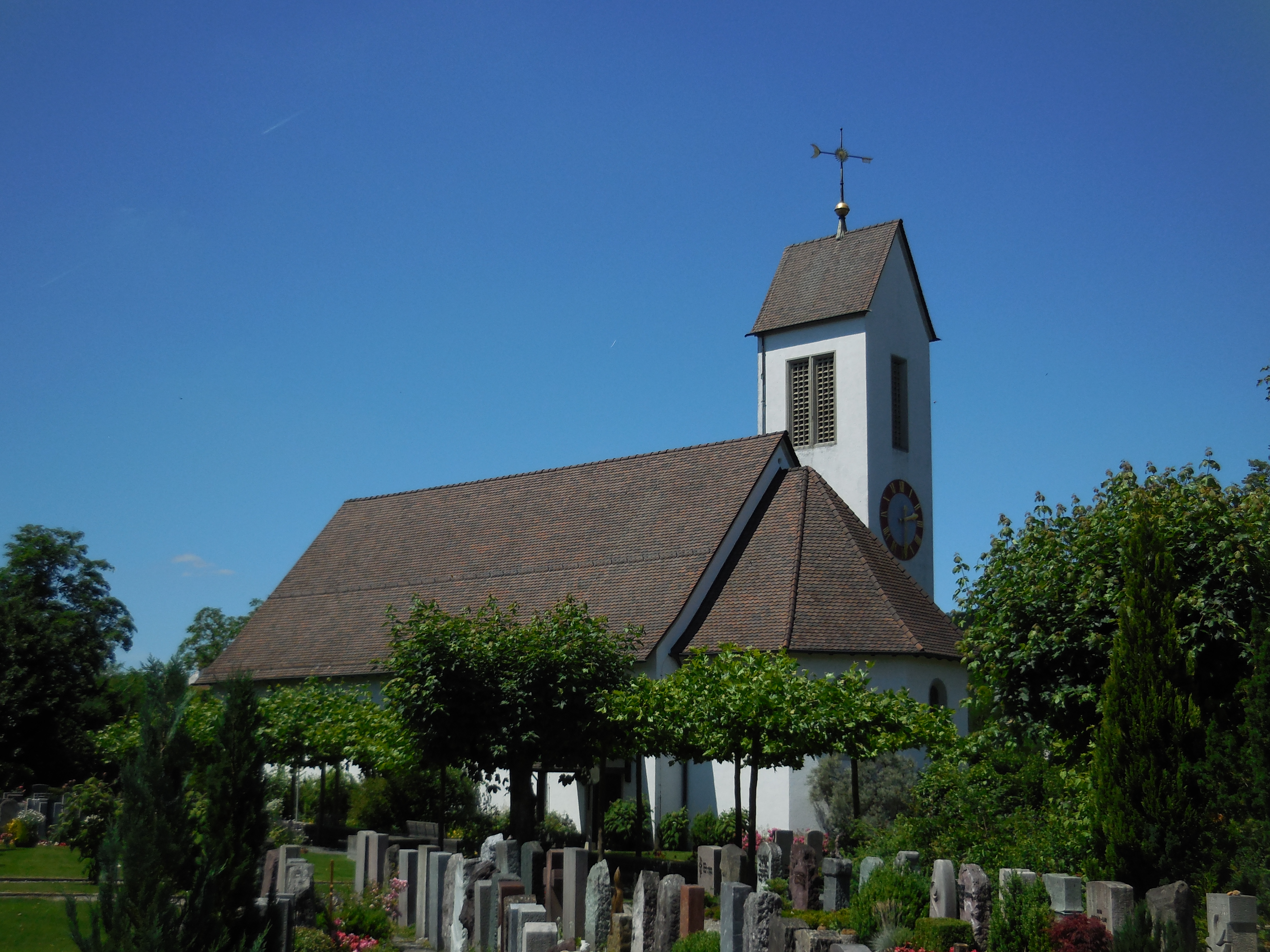
Reformierte Kirche Möriken

Die reformierte Kirche Möriken ist die reformierte Kirche in der aargauischen Gemeinde Möriken-Wildegg in der Schweiz. Sie wurde 1950 eingeweiht und gehört der reformierten Kirchgemeinde Holderbank-Möriken-Wildegg.

## Geschichte
Ursprünglich stand in Möriken eine romanische Kapelle, die zwischen dem 11. und dem 13. Jahrhundert erbaut wurde. Sie erhielt um 1400 eine erste Glocke, die Antoniusglocke. Im Jahre 1521 wurde eine Kirche an Stelle der Kapelle errichtet, die durch die Einführung der Reformation in Bern und seinen Untertanengebieten im Jahre 1528 reformiert wurde. Der Bau des Kirchturms und eines Polygonalchors erfolgte 1554, das Kirchenschiff wurde 1660 nach Norden erweitert eine zweite Glocke aufgezogen, neues Gestühl und – aufgrund deren Inschrift – eine neue Kanzel aufgebaut. Eine dritte, grössere Glocke stammt aus 1794. Diese beiden Glocken stehen heute in der Eingangshalle von Schloss Wildegg, die kleine Antoniusglocke in der Kirche Möriken.
In der ersten Hälfte des 20. Jahrhunderts setzten Diskussionen um einen Kirchenneubau ein. Die Einwohnergemeinde, die im Besitz der Kirche war, äufnete im Jahre 1922 einen Kirchenbaufonds und die Gemeindeversammlung beschloss 1942 einen Kirchenneubau. Diesen Beschluss hob der aargauische Regierungsrat auf, da ein solcher nicht Sache der Einwohnergemeinde, sondern der Kirchgemeinde sei. 1944 beschloss der Grosse Rat die Errichtung der Teilkirchgemeinde Möriken-Wildegg, woraufhin die Kirche in den Besitz der Kirchgemeinde überging.
1946 stellte der Regierungsrat die Kirche unter Denkmalschutz, was zu einem Rechtsstreit führte, der bis ans Bundesgericht gezogen wurde. Das Bundesgericht stufte die Kirche als nicht erhaltenswert ein, worauf der Regierungsrat 1948 den Denkmalschutz aufhob und eine Abrissbewilligung erteilte. So wurde die neue Kirche gebaut und im Jahre 1950 eingeweiht. Baulich ist diese neue Kirche der alten nachempfunden.

## Ausstattung
Die Antoniusglocke aus der Zeit um 1400 stand bis zur letzten Restaurierung 2016–17 im Eingangsbereich der Kirche, heute ist sie auf der Empore aufgestellt. Ebenfalls in der Kirche steht ein Taufstein von 1554. Die Metzler-Orgel mit 20 Registern wurde 1980 eingebaut. Das Geläut der Kirche besteht aus vier Glocken und wurde 1950 von der Glockengiesserei Rüetschi in Aarau gegossen. Die Glocken sind auf die Töne B, d', f' und g' gestimmt. Die grösste wiegt 3411 kg, die kleinste 734 kg. Auf allen vier Glocken sind Inschriften angebracht.